# Introdução bicondicional
Em lógica proposicional, introdução bicondicional é uma regra de inferência válida. Ele permite inferir uma bicondicional de duas declarações condicionais. A regra torna possível introduzir uma declaração bicondicional em uma prova lógica. Se {\displaystyle P\to Q} é verdade, e se {\displaystyle Q\to P} é verdade, então pode-se inferir que {\displaystyle P\leftrightarrow Q} é verdade. Por exemplo, da declaração "se eu estou respirando, então eu estou vivo" e "se eu estou vivo, então eu estou respirando", pode-se inferir que "eu estou respirando se e somente se eu estiver vivo". Introdução bicondicional é o inverso de eliminação bicondicional. A regra pode ser indicada formalmente como:
{\displaystyle {\frac {P\to Q,Q\to P}{\therefore P\leftrightarrow Q}}}
onde a regra é que sempre que as instâncias de "{\displaystyle P\to Q}" e "{\displaystyle Q\to P}" aparecer nas linhas de prova, "{\displaystyle P\leftrightarrow Q}" pode substituí-la na linha seguinte.

## Notação formal
A regra da introdução bicondicional pode ser escrita em notação sequente:
{\displaystyle (P\to Q),(Q\to P)\vdash (P\leftrightarrow Q)}
onde {\displaystyle \vdash } é um símbolo da metateoria da lógica que significa que {\displaystyle P\leftrightarrow Q} é um acarretamento quando {\displaystyle P\to Q} e {\displaystyle Q\to P} estão ambos em uma prova;
ou como uma declaração de uma verdade tautologica ou teorema da lógica proposicional:
{\displaystyle ((P\to Q)\land (Q\to P))\to (P\leftrightarrow Q)}
onde {\displaystyle P}, e {\displaystyle Q} são proposições expressas em algum sistema formal.